# Football Club des Girondins de Bordeaux 1989-1990
Questa voce raccoglie le informazioni riguardanti il Football Club des Girondins de Bordeaux nelle competizioni ufficiali della stagione 1989-1990.

## Stagione
Durante il girone di andata del campionato il Bordeaux lottò per la vetta assieme all'Olympique Marsiglia campione uscente, avendo la meglio grazie anche alla vittoria nello scontro diretto. Nel corso della tornata conclusiva i girondini tentarono la fuga sui rivali marsigliesi che, sul finire della stagione, agganciarono più volte la vetta fin quando la vittoria nello scontro diretto non permise loro di guadagnare definitivamente il comando della classifica.
In Coppa di Francia il Bordeaux uscì ai quarti di finale, perdendo ai calci di rigore l'incontro con i futuri finalisti del RC France. Nei turni precedenti i girondini avevano eliminato due squadre dilettantistiche e il Metz, con 16 reti all'attivo e la porta mantenuta inviolata.

## Maglie
Lo sponsor tecnico per la stagione 1989-1990 è Sport 2000, mentre lo sponsor ufficiale è Opel.
| Manica sinistra · Manica sinistra · Maglietta · Maglietta · Manica destra · Manica destra · Pantaloncini · Calzettoni |

## Rosa
| N. |                           | Ruolo | Calciatore                |
| -- | ------------------------- | ----- | ------------------------- |
|    | Camerun (bandiera)        | P     | Joseph-Antoine Bell       |
|    | Francia (bandiera)        | P     | Dominique Dropsy          |
|    | Francia (bandiera)        | D     | William Ayache            |
|    | Francia (bandiera)        | D     | Patrick Battiston         |
|    | Francia (bandiera)        | D     | Jean-Luc Dogon            |
|    | Germania Ovest (bandiera) | D     | Manfred Kaltz             |
|    | Francia (bandiera)        | D     | Bixente Lizarazu          |
|    | Francia (bandiera)        | D     | Didier Sénac              |
|    | Francia (bandiera)        | D     | Jean-Christophe Thouvenel |
|    | Francia (bandiera)        | C     | Jean-Philippe Durand      |
|    | Francia (bandiera)        | C     | Jean-Marc Ferreri         |

| N. |                           | Ruolo | Calciatore         |
| -- | ------------------------- | ----- | ------------------ |
|    | Francia (bandiera)        | C     | Bernard Genghini   |
|    | Francia (bandiera)        | C     | Bernard Gimenez    |
|    | Francia (bandiera)        | C     | Frédéric Meyrieu   |
|    | Danimarca (bandiera)      | C     | Jesper Olsen       |
|    | Francia (bandiera)        | C     | Bernard Pardo      |
|    | Germania Ovest (bandiera) | A     | Klaus Allofs       |
|    | Paesi Bassi (bandiera)    | A     | Piet den Boer      |
|    | Francia (bandiera)        | A     | Christophe Dugarry |
|    | Francia (bandiera)        | A     | Stéphane Paille    |
|    | Francia (bandiera)        | A     | Olivier Petitjean  |
|    | Francia (bandiera)        | A     | Yannick Stopyra    |